# Crazy Rich Asians
Crazy Rich Asians (bra: Podres de Ricos; prt: Asiáticos Doidos e Ricos) é um filme de comédia romântica e drama de 2018, dirigido por Jon M. Chu, a partir de um roteiro de Peter Chiarelli e Adele Lim. A história é baseada no romance de Kevin Kwan, de 2013, com o mesmo nome. O filme é estrelado por Constance Wu, Henry Golding, Gemma Chan, Awkwafina, Nico Santos, Lisa Lu, Ken Jeong e Michelle Yeoh, e conta a história de uma jovem chinesa que viaja para conhecer a família de seu namorado e fica surpresa quando descobre que eles estão entre os mais ricos de Singapura.
Crazy Rich Asians foi lançado nos Estados Unidos em 15 de agosto de 2018, pela Warner Bros. Pictures. É o primeiro filme de um grande estúdio de Hollywood a apresentar um elenco majoritariamente asiático-americano em um ambiente moderno desde o The Joy Luck Club em 1993. O filme arrecadou mais de 238 milhões de dólares em todo o mundo e recebeu críticas positivas dos críticos, que elogiaram as performances e o design da produção. Uma sequência do filme está atualmente em desenvolvimento. Apesar do seu aparente sucesso, o filme não foi exibido nas salas de cinema em Portugal.

## Enredo
Londres, 1995: Eleanor Young chega ao Calthorpe Hotel, em Londres, com seu filho Nick, a cunhada Felicity e a filha de Felicity, Astrid. Quando perguntando na recepção para a sua reserva, o funcionário e o gerente, Reginald Ormsby, mentem sobre não ter sua reserva por razões obviamente racistas. Eleanor liga para o marido, que então chama Lorde Calthorpe, que é um bom amigo da família Young. Calthorpe diz a Ormsby que ele vendeu o hotel para os jovens, deixando-o parecendo tolo. O primeiro ato de Eleanor como dona do hotel é ordenar que Ormsby e o funcionário limpem a lama que Nick deixou no chão.
Nova Iorque, 2018: Rachel Chu, professora de economia da Universidade de Nova Iorque (NYU), aceita um convite de seu namorado Nick Young, também professor da NYU, para acompanhá-lo a Singapura para o casamento de seu melhor amigo Colin; Nick será o padrinho, enquanto Rachel poderá conhecer a família de Nick e ver sua antiga amiga de escola, Peik Lin. A mãe de Nick, Eleanor, aprende sobre o relacionamento a partir de fofocas online rápidas. Rachel fica chocada quando Nick organiza uma suíte de primeira classe para o voo; ele revela que sua família é "confortável".
Em Singapura, Rachel e Nick se juntam a Colin e sua noiva Araminta para jantar em um centro de vendedores ambulantes. No dia seguinte, Rachel visita Peik Lin, que a acompanha para uma festa da família de Nick. Rachel faz várias gafes e rapidamente percebe que Eleanor não gosta dela, mas parece causar uma boa impressão na avó de Nick.
Rachel participa da festa de despedida de solteira de Araminta em um resort de propriedade de sua família, enquanto Nick assiste à despedida de solteiro de Colin a bordo de um navio de contêineres, organizado por Bernard, seu grosseiro colega de escola. Uma mulher chamada Amanda aparentemente faz amizade com Rachel, mas deliberadamente compromete a confiança de Rachel antes de revelar que ela já namorou Nick. Algumas das mulheres contaminam a cama de Rachel com um peixe morto e uma mensagem chamando-a de "cadela de ouro". A prima de Nick, Astrid, conforta Rachel, que está determinada a não fazer uma cena. Astrid admite que sua vida também não é perfeita, já que seu marido Michael está tendo um caso. Nick e Colin fogem do navio para relaxarem sozinhos pela água em outro lugar, onde Nick diz a Colin que planeja pedir a Rachel em casamento. Colin está feliz por ele, mas preocupado que a desaprovação da família de Nick e as diferenças culturais do casal sejam insuperáveis.

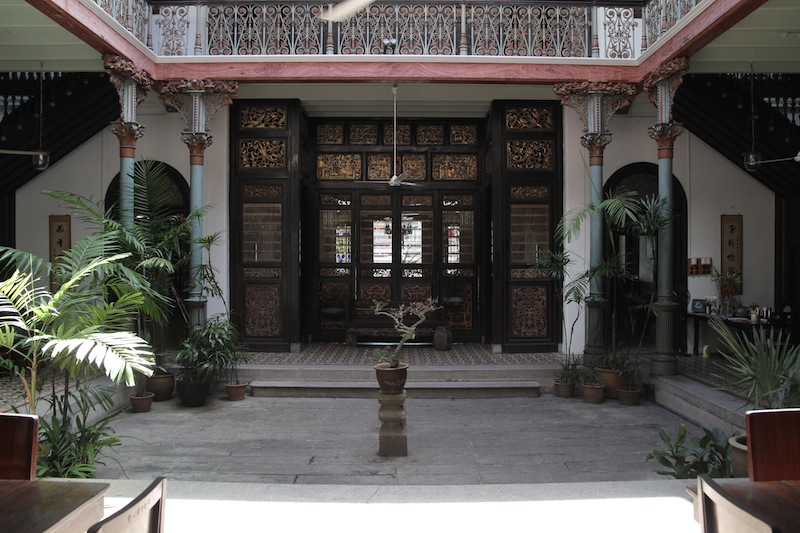
O Cheong Fatt Tze Mansion na Malásia, como visto em novembro de 2010, serviu como um salão de mahjong para o filme

Nick acha que Rachel está chateada com o assédio das mulheres e com o sigilo de Nick sobre sua família. Ele pede desculpas e leva-a para fazer bolinhos à mão com sua família. Rachel admira o distintivo anel de noivado de Eleanor; Eleanor diz a ela que a avó de Nick desaprovou a Eleanor e negou ao pai de Nick o anel da família. Eleanor diz a Rachel que ela nunca será boa o suficiente para Nick. Rachel considera deixar Singapura, mas Peik Lin a convence de enfrentar Eleanor. Peik Lin e o primo rebelde de Nick, Oliver, dão a Rachel uma maquiagem glamourosa imediatamente antes do casamento. Enquanto isso, Astrid diz a Michael que ela sabe que ele está traindo ela e eles terminam. No casamento, Rachel deixa uma boa impressão em todos, incluindo a princesa Intan, uma realeza malaia. Mas na recepção, a mãe e a avó de Nick revelam a Rachel e a Nick que Rachel foi concebida através de um caso adúltero, após o qual a mãe de Rachel, Kerry, abandonou o marido. Eles proíbem Nick de ver Rachel por medo de sua família se envolver em tal escândalo. Rachel foge e Nick corre atrás dela, apesar de sua avó ameaçar negá-lo.
Rachel vai ficar com Peik Lin. Kerry chega e explica que seu marido foi abusivo. Ela e uma antigo colega se apaixonaram e, quando ela ficou grávida, deixou a China, temendo a represália do marido. Ela revela que foi Nick quem pediu a Kerry para visitar Rachel, e ela pede que Rachel o veja. Quando eles se encontram, Nick a pede em casamento.
Rachel pede a Eleanor para encontrá-la em um salão de mahjong. Durante um jogo, Rachel diz a Eleanor que ela recusou a proposta de Nick, não querendo custar sua família. Rachel desenha e, em seguida, descarta um bloco número 8, observando que qualquer futuro casamento e família que Nick tenha com a aprovação de Eleanor será possível por causa de alguém pobre como Rachel. Eleanor completa e revela uma mão vencedora usando o descarte, mas Rachel mostra que sua própria mão teria vencido, se ela tivesse mantido o azulejo, antes de ir embora com Kerry.
Eleanor visita Nick, e Astrid sai do apartamento de Michael com o filho. Rachel e Kerry tomam um voo de volta para casa. Nick chega e a pede em casamento novamente - desta vez, com o anel de Eleanor. Rachel aceita e eles ficam em Singapura um dia extra para uma festa de noivado. Na festa, Eleanor e Rachel se reconhecem.
Em uma cena pós-crédito, Astrid troca olhares de flerte com seu ex-noivo, Charlie Wu.

## Elenco
- Constance Wu como Rachel Chu,[7] namorada de Nick e filha de Kerry.
- Henry Golding como Nick Young, namorado de Rachel e filho de Phillip e Eleanor.[8][9]
- Michelle Yeoh como Eleanor Sung-Young, mãe dominadora de Nick e esposa de Phillip.[10]
- Gemma Chan como Astrid Leong-Teo, prima de Nick e esposa de Michael.[11]
- Lisa Lu como Shang Su Yi, avó de Nick e a matriarca da família.
- Awkwafina como Goh Peik Lin, melhor amiga de Rachel na faculdade de Singapura e filha de Wye Mun.[12]
- Harry Shum Jr. como Charlie Wu, ex-noivo de Astrid.[13]
- Ken Jeong como Goh Wye Mun, pai rico de Peik Lin.[14]
- Sonoya Mizuno como Araminta Lee, noiva de Colin.[15]
- Chris Pang como Colin Khoo, o melhor amigo de infância de Nick e noivo de Araminta.[16]
- Jimmy O. Yang como Bernard Tai, filho de Carol e ex-colega de classe de Nick e Colin.[17]
- Ronny Chieng como Eddie Cheng, primo de Nick e Astrid e marido de Fiona.[17]
- Remy Hii como Alistair Cheng, irmão de Eddie e primo de Nick e Astrid de Hong Kong.
- Nico Santos como Oliver T'sien, primo em segundo grau de Nick.
- Jing Lusi como Amanda "Mandy" Ling, socialite em Manhattan e ex-namorada de Nick.
- Carmen Soo como Francesca.
- Constance Lau como Celine "Radio One Asia".
- Pierre Png como Michael Teo, marido de Astrid.
- Fiona Xie como Kitty Pong, namorada de Alistair e estrela de "novela" em Hong Kong.
- Victoria Loke como Fiona Tung-Cheng, esposa de Eddie de Hong Kong e primo de Nick.
- Janice Koh como Felicity Young-Leong, mãe de Astrid e filha mais velha de Su Yi.
- Amy Cheng como Jacqueline Ling, mãe da herdeira de Mandy e amiga de Eleanor.
- Koh Chieng Mun como a mãe de Peik Lin, Neena.
- Tan Kheng Hua como Kerry Chu, mãe de Rachel.
- Selena Tan como Alexandra 'Alix' Young-Cheng, filho mais novo de Su Yi.
- Kris Aquino como Princess Intan, uma princesa malaia.

O autor de Crazy Rich Asians, Kevin Kwan, tem uma breve aparição durante a sequência "Radio One Asia". Harry Shum Jr. faz uma breve aparição como ex-noivo de Astrid chamado Charlie Wu, um homem bonito que chama a atenção de Astrid durante os momentos finais do filme.

## Produção

### Desenvolvimento
Kevin Kwan publicou seu romance de comédia Crazy Rich Asians em 11 de junho de 2013. Um dos primeiros produtores a se aproximar de Kwan foi Wendi Deng, que leu uma cópia antecipada do romance fornecida por Graydon Carter. Outro produtor, que inicialmente se interessou pelo projeto, propôs reabastecer o papel da heroína Rachel Chu ao escalar uma atriz caucasiana, levando Kwan a vender os direitos do filme por apenas US$ 1 em troca de um papel contínuo para decisões criativas e de desenvolvimento.
Em agosto de 2013, a produtora Nina Jacobson adquiriu os direitos para adaptar o romance em um filme. Jacobson e seu parceiro Brad Simpson pretendiam produzir sob sua bandeira de produção Color Force, com Bryan Unkeless desenvolvendo o projeto. Seu plano inicial era produzir a adaptação cinematográfica fora do sistema de estúdio e estruturar o financiamento para o desenvolvimento e a produção na Ásia e em outros territórios fora dos Estados Unidos. A liberdade criada ao evitar a estrutura típica de financiamento, permitiria um elenco totalmente asiático. Jacobson afirmou: "Conseguir algo em desenvolvimento e até conseguir algum dinheiro adiantado é uma maneira fácil de nunca ver o seu filme ser feito."

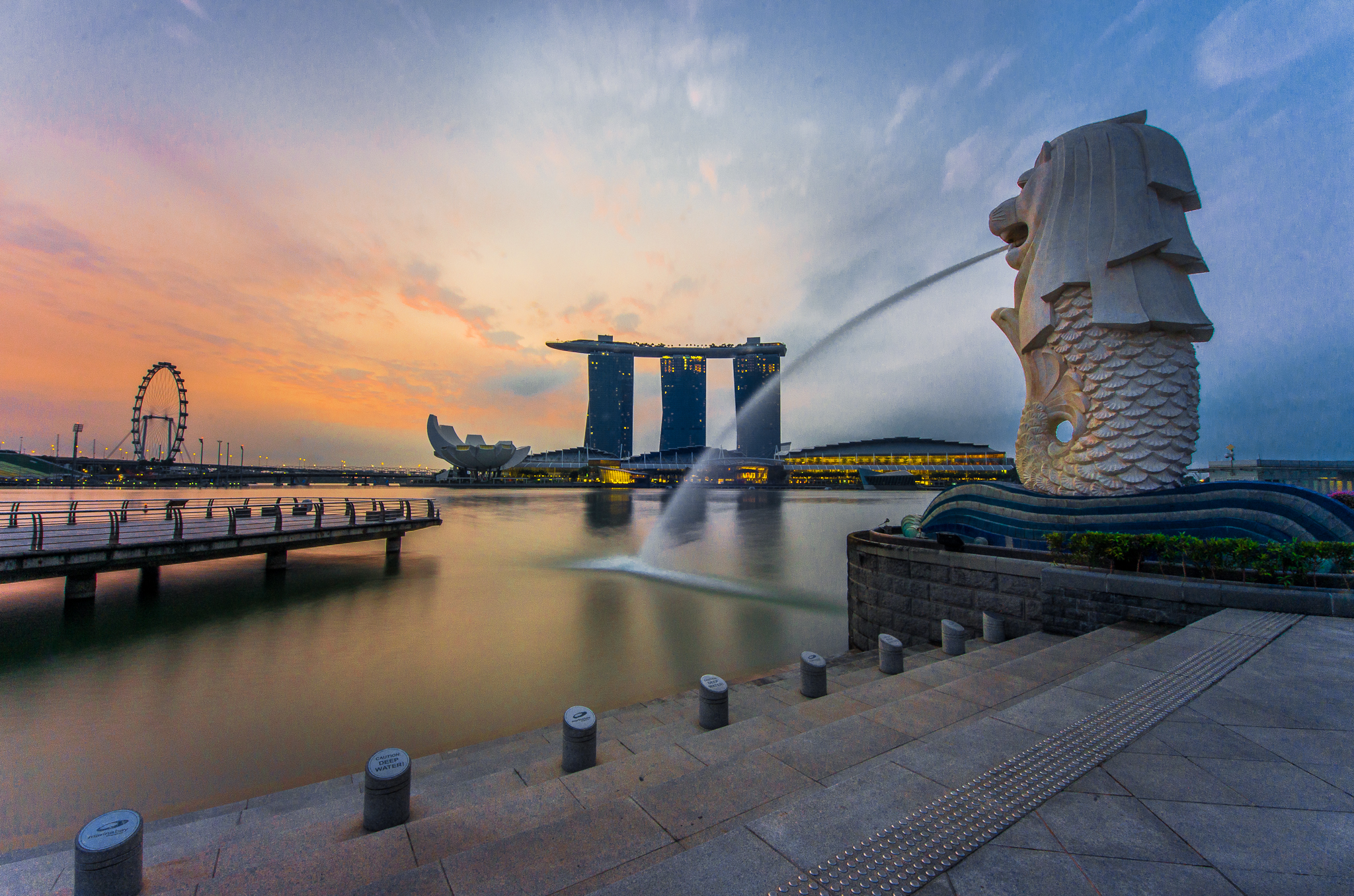
A estátua Merlion no Merlion Park e as torres triplas de Marina Bay Sands (março de 2014) ambas apresentam cenas perto do final do filme.

Em 2014, o grupo asiático de investimento em filmes da Ásia, Ivanhoe Pictures, se associou a Jacobson para financiar e produzir Crazy Rich Asians. John Penotti, presidente da Ivanhoe, afirmou: "Para nós, o livro caiu no nosso colo meio que, 'É por isso que estamos fazendo a empresa'. Ao contrário dos palpites de Hollywood, "Oh meu Deus, isso funcionará? Nós não sabemos, é tudo asiático', foi exatamente o oposto para nós:'É exatamente por isso que vai funcionar'”.
Os roteiristas Adele Lim e Peter Chiarelli foram contratados para escrever o roteiro antes de um diretor ser trazido a bordo. Chiarelli foi creditado por focar a trama na dinâmica entre Eleanor, Rachel e Nick. Lim, que nasceu na Malásia, acrescentou detalhes culturais e específicos e desenvolveu o caráter de Eleanor. O diretor Jon M. Chu entrou em negociações com a Color Force e a Ivanhoe Pictures em Maio de 2016 para dirigir a adaptação cinematográfica. Ele foi contratado depois de dar aos executivos uma apresentação visual sobre sua experiência como um asiático-americano de primeira geração. Na verdade, Chu foi mencionado obliquamente no romance de origem, já que Kwan era amigo da prima de Chu, Vivian.
Em outubro de 2016, a Warner Bros. Pictures adquiriu os direitos de distribuição do projeto, depois do que a Variety chamou de guerra de licitação "aquecida". A Netflix supostamente buscou com fervor os direitos mundiais do projeto, oferecendo "liberdade artística, uma trilogia de luz verde e enormes pagamentos mínimos de sete dígitos para cada participante, antecipadamente". No entanto, Kwan e Chu selecionaram a Warner Bros. Pictures para o impacto cultural de uma ampla versão teatral.
Apesar de ter inicialmente feito o teste para o papel de Rachel em meados de 2016, Constance Wu não o pôde aceitar, devido a um conflito com seu trabalho na Fresh Off the Boat. No entanto, Wu escreveu para Chu explicando sua conexão com o personagem de Rachel, e o convenceu a adiar o cronograma de produção em quatro meses. A produção estava prevista para começar em abril de 2017 em Singapura e na Malásia.
| “                                                      | Datas são datas, e se essas são imóveis, eu entendo. Mas eu colocaria todo meu coração, esperança, humor e coragem no papel. O que isso poderia fazer significa muito para mim. É por isso que defendo muito as jovens garotas asiáticas-americanas, para que elas não passem a vida sentindo-se pequenas ou sendo obrigadas a sentir-se gratas por estarem à mesa. | ” |
| — Constance Wu, correspondência para Jon M. Chu (2016) | |   |

### Chamada do elenco
Depois que Wu foi escolhido para interpretar Rachel Chu, o novato Henry Golding foi escalado para interpretar o protagonista Nick Young. Michelle Yeoh se juntou ao elenco do filme como Eleanor Young, mãe de Nick, em março de 2017. Completando o elenco de apoio está Gemma Chan, como Araminta Lee, prima de Nick Astrid Leong e Sonoya Mizuno. Wu, Yeoh e Chan fizeram parte da "lista de elenco dos sonhos" do diretor Chu antes de confirmar o elenco, junto com Ronny Chieng e Jimmy O. Yang.
Em 18 de abril de 2017, a atriz filipina Kris Aquino foi escalada para uma participação especial. Em 12 de maio, foi anunciado que Ken Jeong havia se juntado ao elenco. Embora Jeong tivesse um papel menor, envolvendo menos de uma semana de filmagens, ele afirmou que "é apenas algo que eu queria fazer parte. É sobre querer fazer parte de algo monumental. Algo que é maior que eu. Estou tão feliz que sou parte disso, nem posso lhe contar."
O elenco do filme, antes do lançamento, foi recebido com elogios - nos Estados Unidos por seu elenco asiático - e críticas por sua falta de diversidade étnica asiática, baseada em questões que variam de atores não-chineses (Golding e Mizuno) interpretando papéis chineses; a predominância da etnia chinesa e do leste asiático do filme como sendo pouco representativa de Singapura; e como sendo uma perpetuação do domínio chinês existente em sua mídia e cultura pop.

### Filmagens e cenários

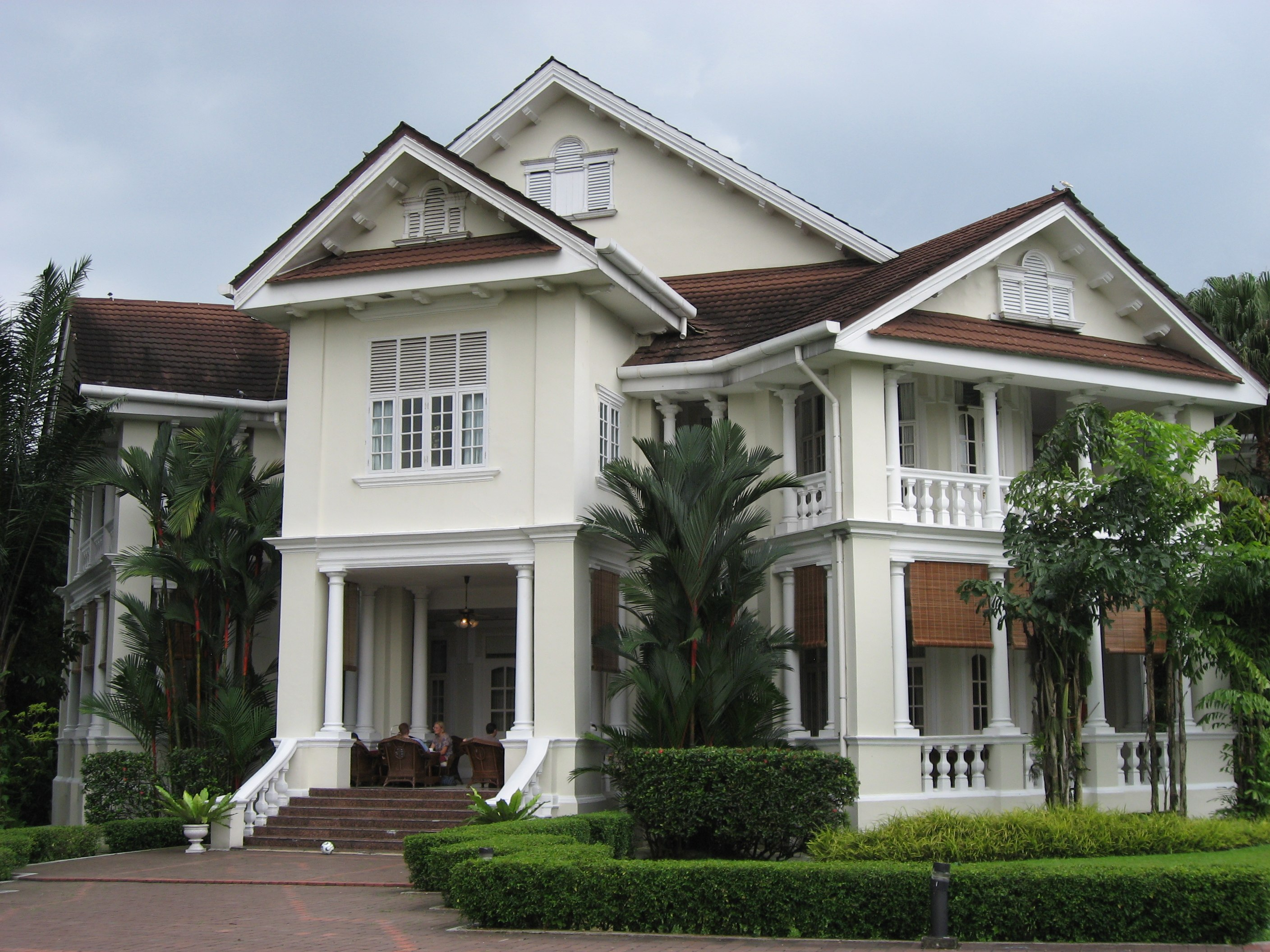
Carcosa Seri Negara, o substituto da mansão de Tyersall Park (2009).

As filmagens começaram em 24 de abril de 2017 e terminaram em 23 de junho. O filme foi filmado em locais em Kuala Lumpur, Langkawi e Penang, na Malásia, e em Singapura. O design de produção é creditado a Nelson Coates. A casa da família ancestral Young, situada no Tyersall Park em Singapura, foi filmada em duas mansões abandonadas que compõem a Carcosa Seri Negara dentro do Jardim Botânico Perdana de Kuala Lumpur. Cenas internas foram filmadas em um prédio, e as cenas externas foram filmadas em outro; eles tinham sido originalmente construídos como residências para o Alto Comissário Britânico para a Malásia no início do século XX, e foram recentemente usados como um hotel boutique até o fechamento em 2015. Os edifícios Carcosa Seri Negara, de propriedade do governo da Malásia, foram abandonados; como encontrado em 2017, eles estavam em mau estado e "cheios de fezes de macaco". Os cenógrafos foram inspirados para decorar o interior definido no estilo Peranakan. Kevin Kwan, que nasceu em Singapura e morava com os avós paternos antes de se mudar para os Estados Unidos, contribuiu com fotografias da família para o set. Os cenógrafos removeram tapetes, pintaram os pisos para parecerem ladrilhos e contrataram artistas locais para criar murais. O tigre de pelúcia no foyer era um simulacro criado de espuma e pele na Tailândia; os inspetores da alfândega atrasaram a remessa porque achavam que era um animal taxidermizado.

### Trilha sonora
Durante o processo de produção, Chu e o supervisor de música Gabe Hilfer montaram uma lista de centenas de músicas sobre dinheiro, incluindo músicas de Kanye West ("Gold Digger"), Hall & Oates ("Rich Girl"), the Notorious B.I.G. ("Mo Money Mo Problems"), Lady Gaga ("Money Honey"), and Barrett Strong ("Money (That's What I Want)"). Buscando criar uma trilha sonora multilíngue, Chu e Hilfer compilaram músicas chinesas dos anos 50 e 60 de Ge Lan (Grace Chan) e Yao Lee, bem como músicas contemporâneas, e procuraram vídeos no YouTube para cantores fluentes em mandarim para fornecer versões cover de músicas. O álbum da trilha sonora do filme e o álbum de partituras, de Brian Tyler, foram ambos lançados em 10 de agosto de 2018 pela WaterTower Music.

## Lançamento
Crazy Rich Asians foi lançado nos cinemas no dia 15 de agosto de 2018, depois de ter sido agendado para dia 17 de agosto. Uma exibição preliminar foi realizada em abril de 2018 no Theatre at Ace Hotel, em Los Angeles, obtendo fortes reações emocionais do público; outras projeções antecipadas foram realizadas em São Francisco, Washington D.C. e Nova York. O filme estreou em 7 de agosto de 2018 no TCL Chinese Theatre, em Los Angeles. A hashtag #GoldOpen da mídia social foi usada para chamar a atenção para o filme.
Tal como acontece com outros filmes, a data de lançamento varia de acordo com a localização. O filme foi lançado em Singapura em 22 de agosto de 2018, e está programado para um lançamento posterior em partes da Europa, embora a data de lançamento prevista para novembro de 2018 no Reino Unido tenha sido antecipada para 14 de setembro de 2018.

## Recepção

### Bilheteria
| Filme             | Receita                 | Receita        | Receita         | Ranking Geral | Ranking Geral | Orçamento      |
| Filme             | Estados Unidos e Canadá | Estrangeiro    | Total           | EUA e Canadá  | Mundialmente  | Orçamento      |
| ----------------- | ----------------------- | -------------- | --------------- | ------------- | ------------- | -------------- |
| Crazy Rich Asians | US$ 174.532.921         | US$ 64.000.000 | US$ 238.532.921 | 270º          | 612°          | US$ 30 milhões |

### Críticas
| Filme             | IMDb | Rotten Tomatoes    | Metacritic       | CinemaScore |
| ----------------- | ---- | ------------------ | ---------------- | ----------- |
| Crazy Rich Asians | 7,0  | 91% (340 críticas) | 74 (50 críticas) | A           |

## Sequência
O diretor Chu disse que estaria ansioso para dirigir uma continuação se o primeiro filme fosse um sucesso. "Temos muitos planos se o público aparecer. Temos mais histórias para contar. Temos outras histórias fora do mundo Crazy Rich Asians que estão prontas para serem contadas também de cineastas e contadores de histórias que ainda não tiveram suas histórias contadas."
Em 22 de Agosto de 2018, após a forte abertura do filme, a Warner Bros. Pictures confirmou que uma sequência estava em desenvolvimento, com Chiarelli e Lim voltando a escrever o roteiro, baseado na sequência do livro, China Rich Girlfriend. Chu e os atores Wu, Golding e Yeoh também têm opções para uma sequência, embora vários dos principais atores estejam comprometidos com outros projetos até 2020.